# Serrat dels Pous (les Valls de Valira)
El Serrat dels Pous és una serra situada al municipi de les Valls de Valira a la comarca de l'Alt Urgell, amb una elevació màxima de 1.456 metres.